# Joël Barbouth
Joël Barbouth, né le 22 octobre 1937 à Paris où il est mort le 17 octobre 2013, est un acteur français,.

## Biographie
Il est un acteur de second rôle de 1963 à 2010, et parfois de premier rôle comme dans La Fille d'en face (1968) de Jean-Daniel Simon aux côtés de Roman Polanski et Marika Green ou Salut les copines (1967) de Jean-Pierre Bastid. Il joue à deux reprises avec le réalisateur Philippe Garrel (Liberté, la nuit en 1984 et Le Cœur fantôme en 1996) ainsi que chez Philippe Galland (L'Exercice du pouvoir en 1978 et Merci mon chien en 1997).
En 1982, il a été filmé par Gérard Courant pour son anthologie cinématographique Cinématon. Il est le numéro 240 de cette collection. 
Il fait également du théâtre, notamment dans la pièce Le Visiteur d'Éric-Emmanuel Schmitt en 1993 au petit théâtre de Paris dans une mise en scène de Gérard Vergez.
Il est le père de Galaxie Barbouth, enfant actrice.

## Filmographie

### Acteur de cinéma
- 1963 : Kriss Romani de Jean Schmidt : le voleur de clous
- 1965 : L'Or du duc de Jacques Baratier
- 1966 : Massacre pour une orgie de Jean-Pierre Bastid : Mecky
- 1966 : La Curée de Roger Vadim : un copain de fac de Maxime
- 1968 : Les Idoles de Marc'O : M. Canasson, l'impresario
- 1968 : Pop Game de Francis Leroi : un acteur du cabaret
- 1968 : Salut les copines de Jean-Pierre Bastid : Bismuth, le cousin
- 1968 : La Fille d'en face de Jean-Daniel Simon : Roger
- 1968 : À tout casser de John Berry
- 1968 :  Mon nom est femme de Gilbert Wolmark et Alexis Klementieff
- 1969 : Jojo ne veut pas montrer ses pieds de Dennis Berry
- 1974 : Zig-Zig de László Szabó
- 1978 : L'Exercice du pouvoir de Philippe Galland
- 1982 : Cinématon #240 de Gérard Courant : lui-même
- 1982 : Le Refus de Mohamed Bouamari
- 1983 : Le Naufragé et le prisonnier, Carnets filmés de Gérard Courant
- 1983 : L'Arbre de la vie, Carnets filmés de Gérard Courant
- 1984 : Liberté, la nuit de Philippe Garrel
- 1985 : Suivez mon regard de Jean Curtelin
- 1985 : L'Affaire des divisions Morituri de F.J. Ossang : le conférencier
- 1985 : Le Pactole de Jean-Pierre Mocky : un inspecteur
- 1986 : Rue du départ de Tony Gatlif : le dealer
- 1986 : Chez Léonard et Nathalie, Portrait de groupe #35 de Gérard Courant
- 1986 : Les Jours et les nuits, Carnets filmés de Gérard Courant
- 1987 : L'Arbre mort de Joseph Morder : l'employé de maison
- 1987 : Gandahar de René Laloux : Transformés (voix)
- 1987 : La Soirée la + short avec Canal + au Cirque d'hiver, Portrait de groupe #61 de Gérard Courant
- 1987 : L'Anniversaire de Joël Barbouth, Portrait de groupe #70 de Gérard Courant
- 1987 : Les Aventures d'Eddie Turley de Gérard Courant : Akim
- 1988 : L'Artifice et le factice, Carnets filmés de Gérard Courant
- 1988 : Couple #37 de Gérard Courant : lui-même
- 1992 : Toutes peines confondues de Michel Deville : Husquin
- 1992 : Les Années campagne de Philippe Leriche : l'oncle de Bébert
- 1992 : Vagabond d'Ann Le Monnier : Lulu
- 1996 : Le Cœur fantôme de Philippe Garrel : l'ami du père
- 1997 : Merci mon chien de Philippe Galland : Nedjar
- 1998 : Un dentiste exemplaire de Aurélia Alcaïs, Haydée Caillot, Stéphan Pioffet et Éric Rohmer : le client
- 2000 : La Faute à Voltaire d'Abdellatif Kechiche : Fredo
- 2001 : L'Art (délicat) de la séduction de Richard Berry : Pépionakis
- 2002 : Chez Valérie Uttscheid et Enrico Mochi, Portrait de groupe #224 de Gérard Courant
- 2002 : Zones césariennes, Carnets filmés de Gérard Courant
- 2003 : Car seuls les nouveaux Dieux ont mordu la pomme de l'amour, Carnets filmés de Gérard Courant
- 2003 : Célébration des 25 ans de Cinématon au 42 rue de l’Ouest à Paris, Portrait de groupe #226 de Gérard Courant
- 2006 : L'Étoile de mer (court métrage) de Caroline Deruas
- 2010 : Le Sou de Michel Movet

### Acteur de télévision
- 1965 : Les Jeunes Années (série télévisée) de Joseph Drimal : Maurice

## Théâtre
- 1993 : Le Visiteur d'Éric-Emmanuel Schmitt, mise en scène de Gérard Vergez[4]